# Musée national du Burkina Faso
Le musée national du Burkina Faso est un établissement culturel situé à Ouagadougou, la capitale du Burkina Faso.

## Localisation
Il a été aménagé sur un terrain de 29 hectares situé au bout du Boulevard Thomas SANKARA, face à l’hôpital pédiatrique Charles De Gaulles de Ouagadougou.

## Histoire
Créé en 1962, il est resté longtemps à l'état de projet. Sa première pierre a été posée par le Ministre de la culture, des arts et du tourisme le 23 octobre 2000. Il a été inauguré le 23 décembre 2004. Après plusieurs années d'instabilité institutionnelle, le Musée national est devenu un Etablissement public de l’Etat à caractère scientifique, culturel et technique (EPSCT) depuis le 20 mars 2002.
Depuis février 2020, la réalisatrice Apolline Traoré est l'ambassadrice du musée national.

## Collections

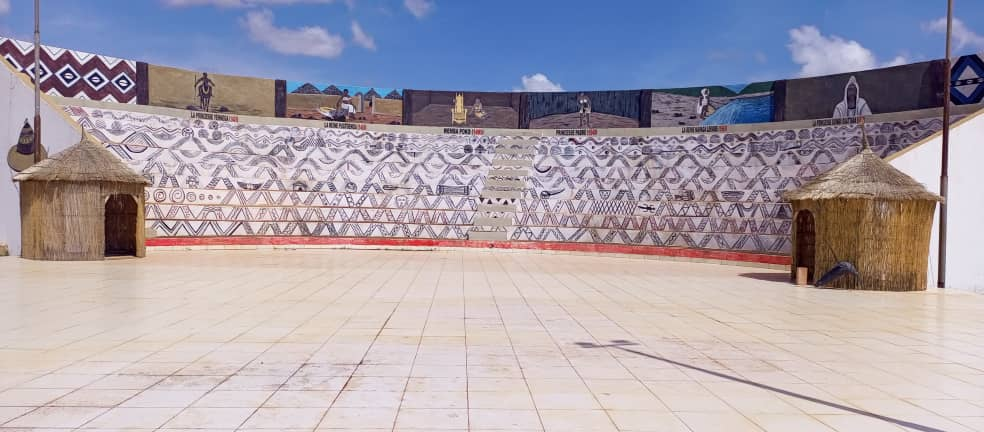
Théâtre de plein air au sein du musée national du Burkina Faso

Le musée national a hérité ses premières collections au nombre de du l'institut fondamental de l'Afrique noire. Le musée a ensuite enrichi ses collections à travers plusieurs campagnes de collectes. 
Aujourd'hui, ses collections comptent environ 14000 objets dont 12271 objets inventoriés : vestiges archéologiques, bijoux, masques Bobo, statues Lobi et Sénoufo, instruments de musique, armes, habitats traditionnels et outils agricoles,.

## Expositions
Le musée abrite le projet  Habitats du Faso. Inauguré en juin 2022 par l'ambassadrice du musée national Apolline Traoré,  Habitats du Faso est  un espace qui regroupe les habitats traditionnels de onze groupes ethniques majeurs du Burkina Faso. Ce cadre met en avant les particularités architecturales de ces habitations et les modes de vie traditionnel des peuples représentés ,,.
Le musée organise également des expositions temporaires ou itinérantes dans les villages ruraux, sur des thèmes tels que l'histoire ou les dangers de l'excision.
En 2017 le musée présente Un âge du fer africain, une exposition produite par le musée de Bibracte retraçant l’histoire de l'extraction de fer en Afrique de l’Ouest, à partir des exemples fournis par les sites archéologiques burkinabé, mais également à travers des objets empruntés au site togolais de Tatré et au site ivoirien de Kaniasso.